# 川井梅香
川井 梅香（かわい うめか、1979年11月16日 - ）は、日本の元女子バレーボール選手。千葉県我孫子市出身。

## 所属チーム
- 市立船橋高等学校
- 東芝シーガルズ（1998年）
- シーガルズ/岡山シーガルズ（1999-2009年）